# 1543
| [ Edytuj tabelę ]              | |
| Król Polski                    | - 1507 Zygmunt I Stary 1548 - 1530 Zygmunt II August 1572 |
| Współksiążęta Andory           | - 1534 Francisco de Urríes 1551 - 1517 Henryk II 1555 |
| Król Anglii                    | - 1509 Henryk VIII 1547 |
| Władca Azteków                 | - 1541 Diego de San Francisco Tehuetzquitizin 1554 |
| Elektor Brandenburgii          | - 1535 Joachim II Hektor 1571 |
| Książę Bawarii                 | - 1508 Wilhelm IV 1550 - 1516 Ludwik X 1545 |
| Sułtan Brunei                  | - 1521 Abdul Kahar 1575 |
| Cesarz Chin                    | - 1521 Jiajing 1566 |
| Król Czech                     | - 1526 Ferdynand I Habsburg 1564 |
| Król Danii                     | - 1534 Chrystian III 1559 |
| Dalajlama                      | - 1543 Sonam Gjaco 1588 |
| Cesarz Etiopii                 | - 1540 Klaudiusz 1559 |
| Król Francji                   | - 1515 Franciszek I 1547 |
| Król Hiszpanii                 | - 1516 Karol I 1556 |
| Hrabia Holandii                | - 1515 Karol I Habsburg 1555 |
| Szach Iranu                    | - 1524 Tahmasp I 1576 |
| Państwo Wielkich Mogołów       | - 1540 Szer Szah Suri 1545 |
| Władca Inków                   | - 1533 Manco Inca 1545 |
| Król Irlandii                  | - 1542 Henryk VIII Tudor 1547 |
| Cesarz Japonii                 | - 1526 Go-Nara 1557 |
| Kalif                          | - 1520 Sulejman I 1566 |
| Patriarcha Konstantynopola     | - 1522 Jeremiasz I 1545 |
| Władca Korei                   | - 1506 Chungjong 1544 |
| Wielki książę litewski         | - 1506 Zygmunt I Stary 1548 - 1530 Zygmunt August 1569 |
| Sułtan Maroka                  | - 1524 Abu al-Abbas Ahmad 1545 |
| Senior Monako                  | - 1532 Honoriusz I 1581 |
| Wielki książę moskiewski       | - 1533 Iwan IV Groźny 1547 |
| Król Nawarry                   | - 1516 Henryk II 1555 |
| Król Norwegii                  | - 1534 Chrystian III 1559 |
| Sułtan Omanu                   | - 1529 Bakarat ibn Muhammad 1560 |
| Elektor Palatynatu             | - 1508 Ludwik V 1544 |
| Papież                         | - 1534 Paweł III 1549 |
| Król Portugalii                | - 1521 Jan III 1557 |
| Książę w Prusach               | - 1525 Albrecht 1568 |
| Cesarz Rzymski (niemiecki)     | - 1519 Karol V Habsburg 1558 |
| Kapitanowie Regenci San Marino | - 1542 Carlo Gianolini Marino Gabrielli 1543 - 1543 Antonio di Pietro Tontini Giacomo di Evangelista Belluzzi 1543 - 1543 Girolamo Giannini Carlo di Francesco Lunardini 1544 |
| Elektor Saksonii               | - 1532 Jan Fryderyk I 1547 |
| Król Szkocji                   | - 1542 Maria Stuart 1567 |
| Król Szwecji                   | - 1521 Gustaw I Waza 1560 |
| Król Tajlandii                 | - 1534 Chaiya Racha Thirat 1546 |
| Sułtan Turków                  | - 1520 Sulejman Wspaniały 1566 |
| Doża Wenecji                   | - 1538 Pietro Lando 1545 |
| Król Węgier                    | - 1526 Ferdynand I 1564 - 1540 Jan II Zygmunt Zápolya 1571 |

Rok 1543 / MDXLIII
stulecia: XV wiek ~
XVI wiek ~
XVII wiek

lata: 1533 «
1538 «
1539 «
1540 «
1541 «
1542 «
1543
» 1544
» 1545
» 1546
» 1547
» 1548
» 1553

## Wydarzenia w Polsce
- 3 lutego – w Krakowie rozpoczął obrady sejm[1].
- 7 maja – odbył się ślub króla Zygmunta II Augusta z Elżbietą Habsburżanką.
- 29 maja – Piotr Firlej na mocy przywileju zezwalającego na założenie miasta otrzymanego przez króla Zygmunta Starego założył Lewartów.
- Data dzienna nieznana:
  - Wydano konstytucję sejmową O gwałtownym wybiciu z imienia, regulującą proces posesoryjny.
  - Wydano dzieło Mikołaja Kopernika „O obrotach sfer niebieskich”.
  - Bunt chłopów wsi Krowodrza przeciw klerowi klasztornemu zwiększającemu wymiar pańszczyzny[2].
  - Kanonik Jan Drohojowski został wyklęty przez biskupa Stanisława Tarłę.

## Wydarzenia na świecie
- 21 lutego – połączone wojska etiopskie i portugalskie pokonały muzułmanów pod Wayna Daga.
- 7 lipca – wojska francuskie dokonały inwazji Luksemburga.
- 12 lipca – angielski król Henryk VIII poślubił szóstą i zarazem ostatnią ze swoich żon - Katarzynę Parr.
- 5 sierpnia – VI wojna włoska: rozpoczęło się oblężenie Nicei.
- 7 września – VI wojna włoska: wojska francusko-tureckie zakończyły nieudane oblężenie Nicei.
- 9 września – w kaplicy zamku w Stirling 9-miesięczna Maria Stuart została koronowana na Królową Szkotów.
- data dzienna nieznana:
  - W Norymberdze wydana została drukowana wersja „De revolutionibus orbium coelestium” (O obrotach sfer niebieskich), dzieło Mikołaja Kopernika.
  - Portugalczyk Fernão Mendes Pinto został pierwszym Europejczykiem, który dotarł do Japonii.
  - Ukazała się książka Andrzeja Vesaliusa „De humani corporis fabrica” (Traktat o budowie ciała ludzkiego).

## Urodzili się
- 31 stycznia – Ieyasu Tokugawa, założyciel dynastii siogunów Tokugawa (zm. 1616)
- 18 lutego – Karol III Wielki, książę Lotaryngii (zm. 1608)
- 29 lipca – Mikołaj Pick, holenderski franciszkanin, męczennik, święty katolicki (zm. 1572)

## Zmarli
- 21 maja – Mikołaj Kopernik, astronom, matematyk, prawnik, ekonomista, strateg, lekarz, poeta, tłumacz, kanclerz kapituły warmińskiej (ur. 1473)
- 29 listopada – Hans Holbein, niemiecki malarz renesansu i manieryzmu (ur. 1497)

- data dzienna nieznana: 
  - Alfons I, władca Konga (ur. ~1456)
  - Klemens Janicki, polski poeta piszący w języku łacińskim, humanista (ur. 1516)